# モンテロドゥーニ
モンテロドゥーニ（イタリア語: Monteroduni）は、イタリア共和国モリーゼ州イゼルニア県にある、人口約2,100人の基礎自治体（コムーネ）。

## 地理

### 位置・広がり

#### 隣接コムーネ
隣接するコムーネは以下の通り。括弧内のCEはカゼルタ県所属を示す。
- カプリアーティ・ア・ヴォルトゥルノ (CE)
- コッリ・ア・ヴォルトゥルノ
- ガッロ・マテーゼ (CE)
- ロンガーノ
- マッキア・ディゼルニア
- モンタークイラ
- ポッツィッリ
- サンタガーピト

## 行政

### 分離集落
モンテロドゥーニには、以下の分離集落（フラツィオーネ）がある。